# Robert Spano
Pour les articles homonymes, voir Spano.
Robert Spano, né le 7 mai 1961 à Conneaut (Ohio), est un compositeur, pianiste et chef d'orchestre américain. 

## Biographie
Il grandit à Elkhart (Indiana), dans une famille de musiciens. Son père, Tony Spano, est clarinettiste et facteur de flûtes. Le jeune Robert étudie le piano, la flûte et le violon. À l'âge de 14 ans, il dirige l'orchestre local qui joue une de ses compositions. 
Après des études secondaires au lycée d'Elkhart, il étudie au Conservatoire de musique d'Oberlin, où il obtient un diplôme de piano, tout en continuant le violon, la composition et l’orchestre avec  Robert Baustian. Après Oberlin, il part se former à l’Institut Curtis de Philadelphie  avec Max Rudolf.
En 1985, il devient directeur des activités d'orchestre à l’université d'État de Bowling Green (Ohio). En 1989, il retourne à Oberlin en tant que membre du corps professoral, responsable du département opéra. En 1990, il est nommé chef d'orchestre adjoint de Seiji Ozawa à l'Orchestre symphonique de Boston. De 1993 à 1996, il parcourt le monde pour des concerts et des opéras (Chicago, Cleveland, Philadelphie, New York, Los Angeles, Amsterdam, Zurich). Il dirige des opéras au Royal Opera House de Covent Garden à Londres, à l'Opéra national du pays de Galles, ainsi que dans les salles d'opéra des villes de Chicago, Houston, Santa Fe et Seattle.
De 1996 à 2004, il est également directeur musical de l'Orchestre philharmonique de Brooklyn.
Entre 2001 et 2021, il est directeur musical de l'Orchestre symphonique d'Atlanta (ASO) et, depuis la saison 2012, du Aspen Music Festival and School,.
En plus de sa carrière de chef d’orchestre, Robert Spano reste actif en tant que pianiste et continue à composer.
Depuis août 2022, il est directeur musical de l'Orchestre symphonique de Fort Worth (en). En 2025, il est prolongé à ce poste jusqu'au 31 juillet 2031.
En 2024, il est nommé directeur musical de l'Opéra national de Washington (en) à compter de septembre 2025, pour une durée de trois ans.